# 오기역 (규슈 여객철도)
오기역(일본어: 小城駅 おぎえき[*])은 일본 사가현 오기시에 위치한 규슈 여객철도 가라쓰 선의 철도역이다. 단선 승강장 2면 2선의 구조를 갖춘 지상역이다.

## 이용 현황
| 승차 인원 추이 | 승차 인원 추이 |
| 연도           | 1일 평균       |
| -------------- | -------------- |
| 2000           | 961            |
| 2001           | 942            |
| 2002           | 956            |
| 2003           | 971            |
| 2004           | 994            |
| 2005           | 999            |
| 2006           | 1,012          |
| 2007           | 1,004          |
| 2008           | 1,034          |
| 2009           | 1,017          |
| 2010           | 1,034          |
| 2011           | 1,041          |

## 역 주변
- 오기 공원

## 역사
- 1903년 12월 14일 : 규슈 철도의 역으로서 개업.
- 1907년 7월 1일 : 규슈 철도가 국유화.
- 1987년 4월 1일 : 일본국유철도 분할 민영화에 의해, 규슈 여객철도가 승계.
- 2015년 5월 30일 : 역사 개축공사 완공.

## 인접 역
| 가라쓰 선          | 가라쓰 선   | 가라쓰 선                  |
| ------------------ | ----------- | -------------------------- |
| 구보타 구보타 방면 | ■ 가라쓰 선 | 히가시타쿠 니시카라쓰 방면 |